# Distrikt Parcona
Der Distrikt Parcona liegt in der Provinz Ica in der Region Ica im Südwesten von Peru. Der am 17. März 1962 gegründete Distrikt hat eine Fläche von 17,39 km². Beim Zensus 2017 lebten 54.047 Einwohner im Distrikt. Im Jahr 1993 lag die Einwohnerzahl bei 40.283, im Jahr 2007 bei 50.349. Die Distriktverwaltung befindet sich in der 440 m hoch gelegenen Stadt Parcona mit 31.140 Einwohnern (Stand 2017). Parcona ist ein nordöstlicher Vorort der Regions- und Provinzhauptstadt Ica und liegt 3,5 km von deren Stadtzentrum entfernt. Parcona und das nördlich angrenzende La Tinguiña bilden einen Siedlungsraum.

## Geographische Lage
Der Distrikt Parcona liegt im zentralen Nordosten der Provinz Ica. Die Längsausdehnung in Ost-West-Richtung beträgt etwa 5,5 km. Im Westen fließt der Río Ica entlang der Distriktgrenze nach Süden. An der östlichen Distriktgrenze erhebt sich ein Ausläufer der peruanischen Westkordillere. Das Gebiet ist zu einem größeren Anteil urban. Im Süden befinden sich künstlich bewässerte landwirtschaftlich genutzte Anbauflächen.
Der Distrikt Parcona grenzt im Westen an den Distrikt Ica, im Norden an den Distrikt La Tinguiña sowie im Südosten und Süden an den Distrikt Los Aquijes.